# 中田英壽
中田英壽（日语：／ Nakata Hidetoshi，1977年1月22日—），退役日本職業足球員，司職中場，為前日本國家足球隊成員，亦為1997年及1998年度亞洲足球先生。

## 俱樂部生涯
中田英寿出生于山梨县，在就读山梨县立韭崎高等学校时已经成为日本15岁、17岁及19岁以下的国家代表队成员，凭当时在国家队的出色表现，1995年毕业之后加入日乙球队平塚比马（即今湘南比马），1997年夺得日本职业足球联赛最佳球员及当选了亚洲足球先生，1998年他又获得了该奖项的提名。
1998年夏天，中田英寿加盟在升级附加赛击败都灵足球俱乐部成功保级的意甲球队佩鲁贾，其转会费为400万美元，中田英寿也成为继三浦知良后，第二名登陆意大利甲级联赛的日本球员。中田英寿在加盟佩鲁贾的首个赛季便很快地适应了球队，整个1998-99年球季，中田英寿为球队出战33场并攻入10球，帮助佩鲁贾以第14名的成绩保級。
2000年1月，罗马足球俱乐部以1300万英镑的转会费收購中田英寿，但中田英寿多以弗朗西斯科·托蒂後備的身份出场。2000-01年赛季，中田英寿随罗马赢得意甲联赛的冠军，中田英寿在意甲联赛第29轮作客挑战尤文图斯中的关键入球，为罗马补时扳平。
2001年夏天，中田英寿迎来了职业生涯的第三次转会，虽然在罗马的表现尚可，但2000-01球季位列意甲第四位的帕尔马足球俱乐部还是花费1850万英镑签下中田英寿。以1850万英镑的转会费，让中田英寿成为日本身价最高的球员。在帕尔马的首个赛季，中田英寿在2001-02年赛季意大利杯决赛中攻入关键一球，帮助帕尔马最终以作客入球的优势战胜尤文图斯，贏得意大利杯。
2001到2003年是中田英寿意大利生涯的出色阶段，此后中田英寿相继转战博洛尼亚足球俱乐部和佛罗伦萨足球俱乐部，平均联赛出战20场左右，沒有进球。
2005-06赛季，中田英寿转会效力英超球会博尔顿，中田英寿的状态得到了回復。在整个赛季，中田英寿在英超赛场共为博尔顿出场21次，并有1粒入球。

## 國家隊生涯
中田入选了日本各个年龄段的国家队，中田英寿在1993年的国际足联U-17世界青年锦标赛表现出色，接下来的一年年仅19岁的中田代表日本国奥队参加了亚特兰大奥运会的足球比赛。那也是日本队在28年内第一次入选奧运会，在小组赛中中田帮助球队1-0击败巴西。 
14岁的时候他入选了日本国青队，6年后也就是1997年5月，在日本与韩国的比赛中他第一次代表国家队出场。
1997年，中田英寿成为了日本国家足球队出战法国世界杯预选赛的正選球员。总计14场比赛，中田英寿出战11场，攻入5個入球。而在附加赛3-2战胜伊朗一役中，日本队收获的三个入球，全部出自中田英寿的组织策划，帮助日本队首次晉級世界杯决赛週。
1998年，在法国世界杯中，21岁的中田英寿作为球队的核心打满了小组3场比赛。虽然没有出線，但中田英寿表现出的个人能力得到了欧洲球会的注意。
2002年世界杯上他成为了日本队的核心，作为日本队的队长他帮助日本队创造历史最佳。他在小组赛第三场对阵突尼斯的比赛中头球入球，将比分在2比0，帮助日本队晋级十六强。这是中田英寿在世界杯上的第一粒入球，同时也是最后一粒。
由于个人原因，中田英寿缺席了很多场国家队比赛，包括2000年及2004年的亚洲杯和2006年世界杯预选赛。
日本队虽然打入了2006年德国世界杯的决赛阶段，但他们在小组赛中负于澳洲及巴西，小组赛排名最后遭到淘汰。司职中场的中田英寿虽然在日本队与克罗地亚的比赛中被评为全场最佳球员且最终比赛打平，在和巴西比赛结束后，中田英寿一起与负责转会的代理人和经纪人事务所再次协商，最终决定正式告别足球生涯。

## 退役后
不在球坛发展的中田英寿，曾获邀担任不少时装展的模特儿。
此外也往饮食界发展，2015年正式成立自家清酒品牌「株式会社 JAPAN CRAFT SAKE COMPANY」，推销日本清酒文化 。

## 獎項
平塚比馬
- 亞冠盃冠軍 : 1996

羅馬
- 意甲冠軍 : 2000-01

帕爾馬
- 意大利盃冠軍 : 2001-2002

### 國家隊
日本
- 麒麟盃冠軍 : 1997
- 皇朝盃冠軍 : 1998

### 個人
- FIFA 100
- 亚洲足球先生：1997、1998
- 日本職業足球聯賽最佳球員 : 1997

## 外部連結
- 官网・SNS
  - 官方网站 
  - 中田英壽的X（前Twitter）
  - 中田英壽的Instagram帳戶
  - YouTube上的Hidetoshi Nakata Official頻道
- にほんもの （页面存档备份，存于）
- 中田 英寿  |  サービス | PR会社 | 株式会社サニーサイドアップ | SUNNY SIDE UP Inc. （页面存档备份，存于）
- 株式会社 JAPAN CRAFT SAKE COMPANY （页面存档备份，存于）
- TAKE ACTION FOUNDATION （页面存档备份，存于）

| 前任： | 亚洲足球先生 1997年及1998年 | 繼任： |